# Região Geográfica Intermediária de Lages
A Região Geográfica Intermediária de Lages é uma das sete regiões intermediárias do estado brasileiro de Santa Catarina e uma das 134 regiões intermediárias do Brasil, criadas pelo Instituto Brasileiro de Geografia e Estatística (IBGE) em 2017. É composta por 24 municípios, distribuídos em duas regiões geográficas imediatas.
Sua população total, de acordo com censo realizado pelo Instituto Brasileiro de Geografia e Estatística (IBGE) em 2022, é de 364 995 habitantes, distribuídos em uma área total de 19 432,552 km².
Lages é o município mais populoso da região intermediária, com 164 981 habitantes, de acordo com o mesmo censo.

## Regiões geográficas imediatas
| Região geográfica imediata                | Municípios | População Censo 2022 | Área (km²) |
| ----------------------------------------- | --- | -------------------- | ---------- |
| Região Geográfica Imediata de Lages       | Anita Garibaldi Bocaina do Sul Bom Jardim da Serra Bom Retiro Campo Belo do Sul Capão Alto Cerro Negro Correia Pinto Lages Otacílio Costa Painel Palmeira Ponte Alta Rio Rufino São Joaquim São José do Cerrito Urubici Urupema | 295 210              | 16 098,843 |
| Região Geográfica Imediata de Curitibanos | Brunópolis Curitibanos Frei Rogério Ponte Alta do Norte Santa Cecília São Cristóvão do Sul | 69 785               | 3 333,709  |
| Total                                     | 24 | 364 995              | 19 432,552 |